# Quality Hotel Strawberry Arena
Le Quality Hotel Strawberry Arena anciennement Quality Hotel Friends est un hôtel situé dans le quartier de Järva à Solna en Suède.

## Description
L'hôtel situé à l'adresse Råsta Strandväg 1 près la Strawberry Arena a été inauguré en 2013. 
Le bâtiment a été conçu par Wingårdh arkitektkontor et mesure 81,5 mètres de haut et compte 25 étages.
Les fenêtres rondes, censées être associées aux ballons de football, sont caractéristiques du bâtiment.
L'hôtel fait partie de la chaîne Strawberry (en).

## Galerie

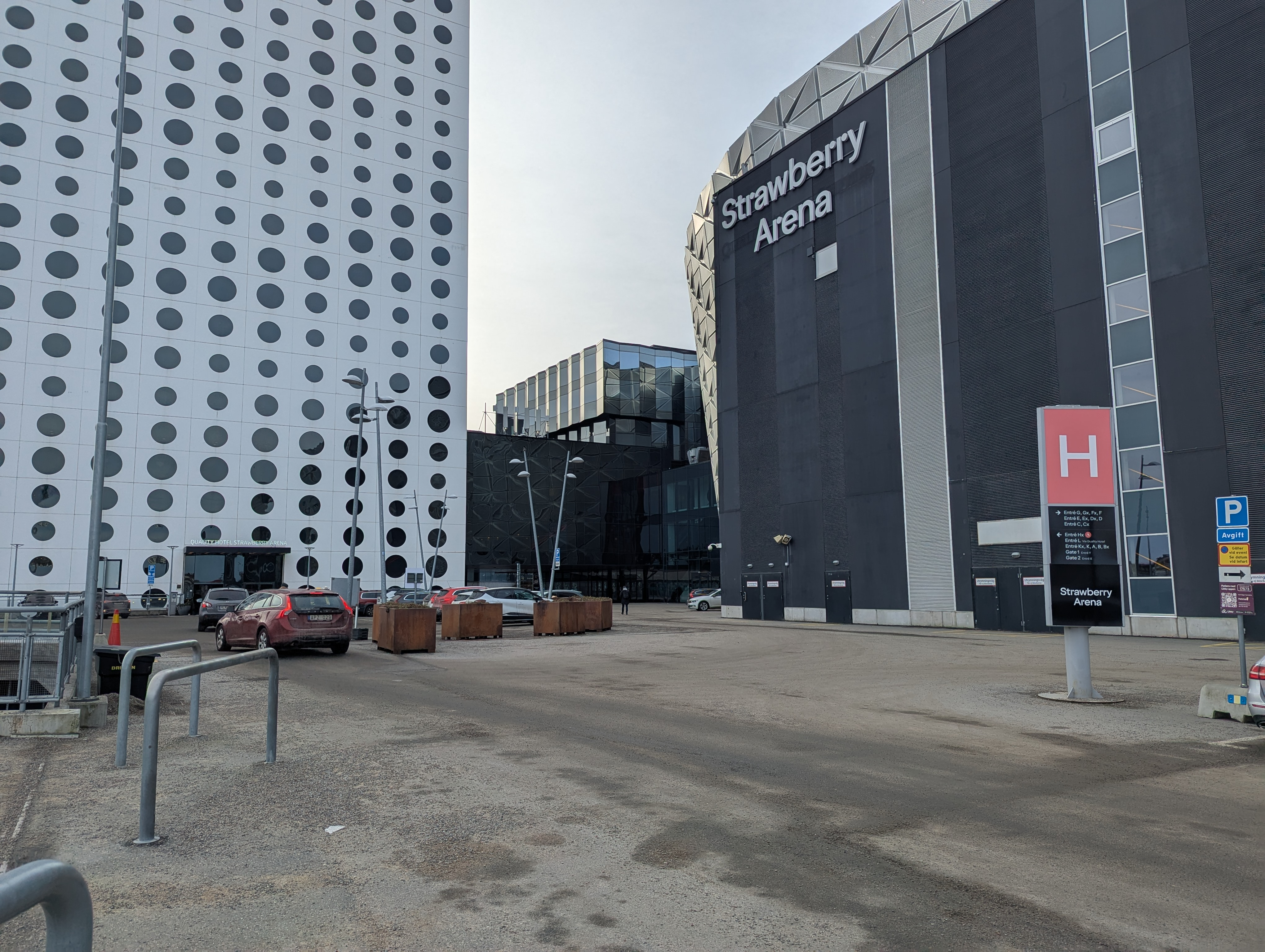
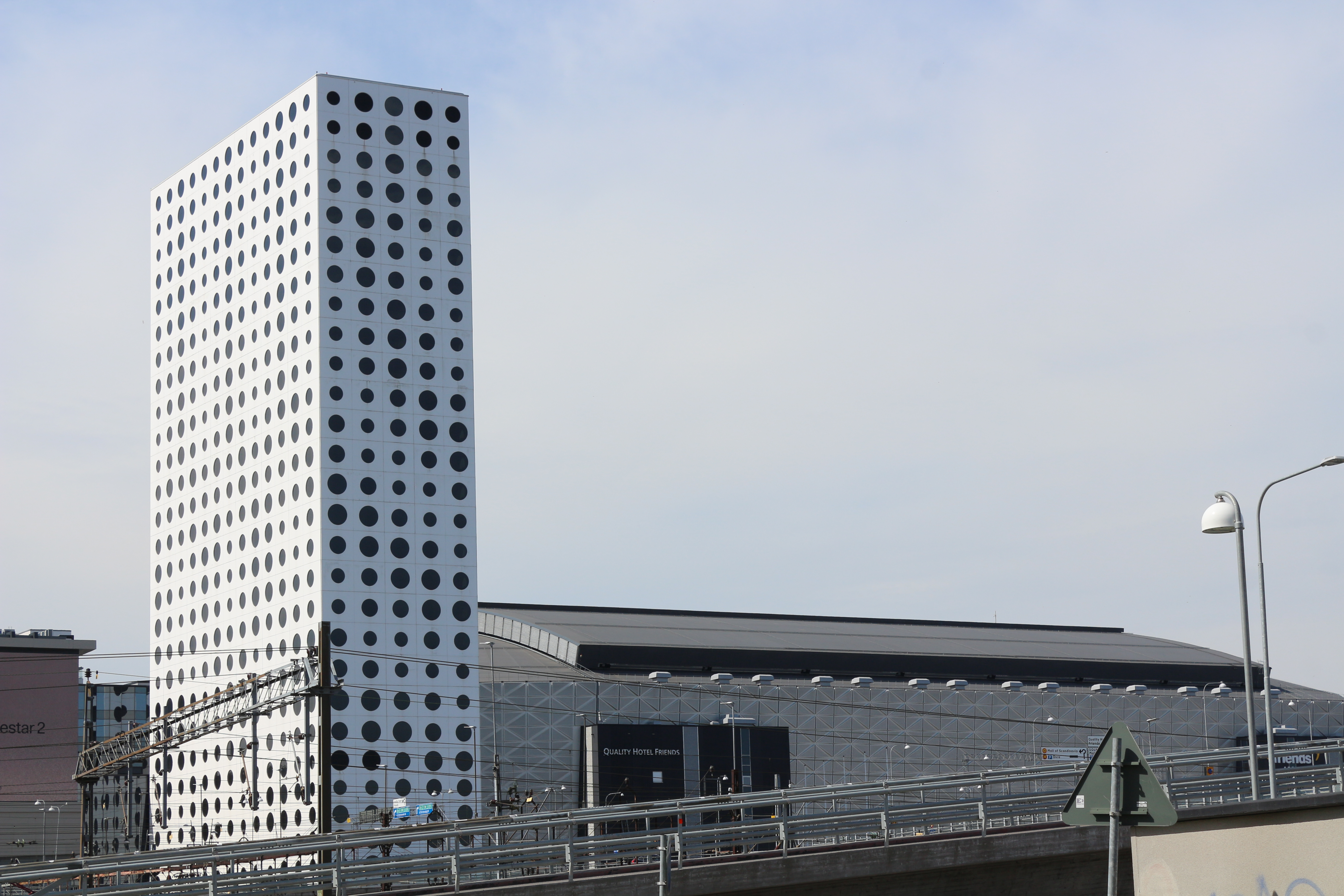
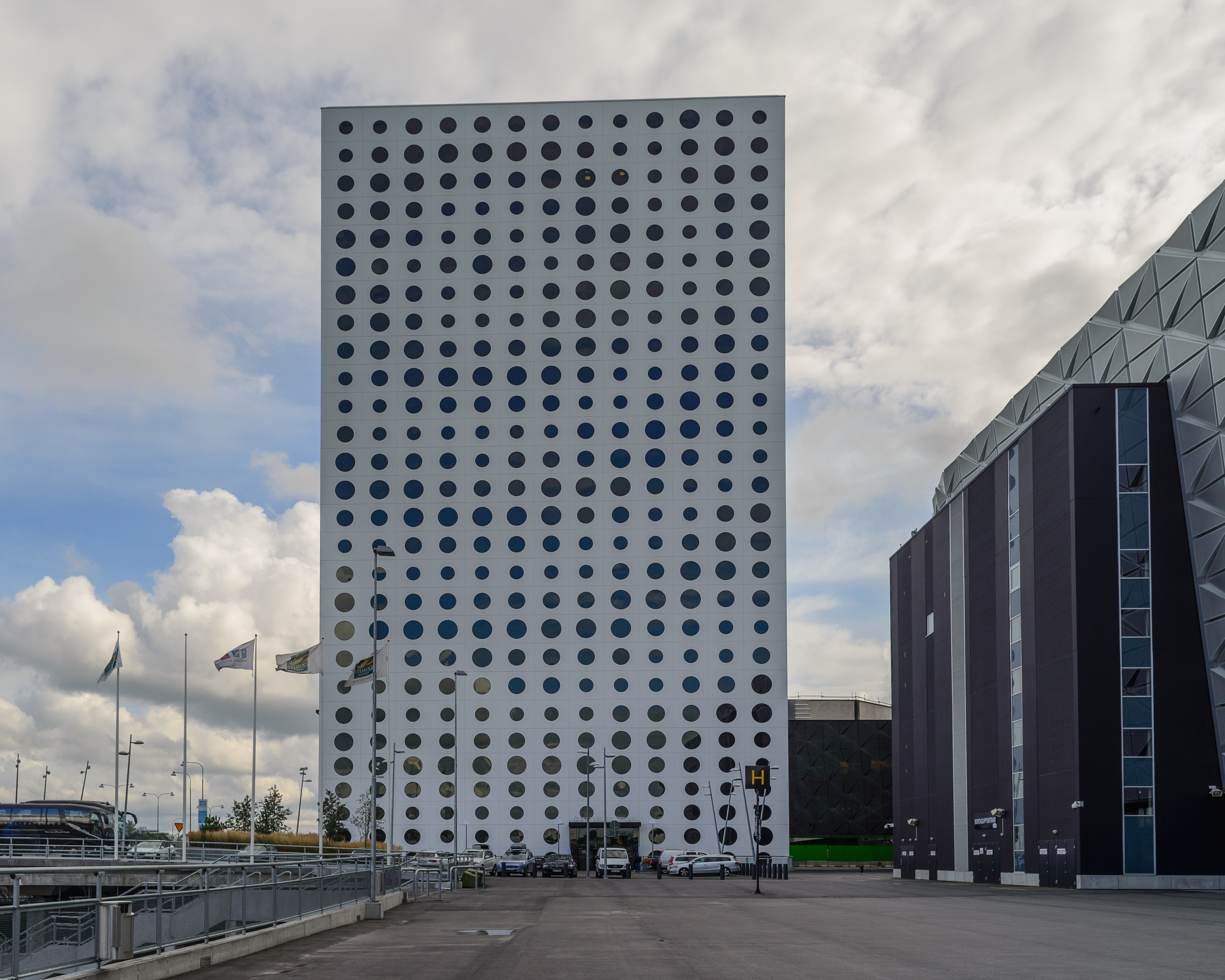
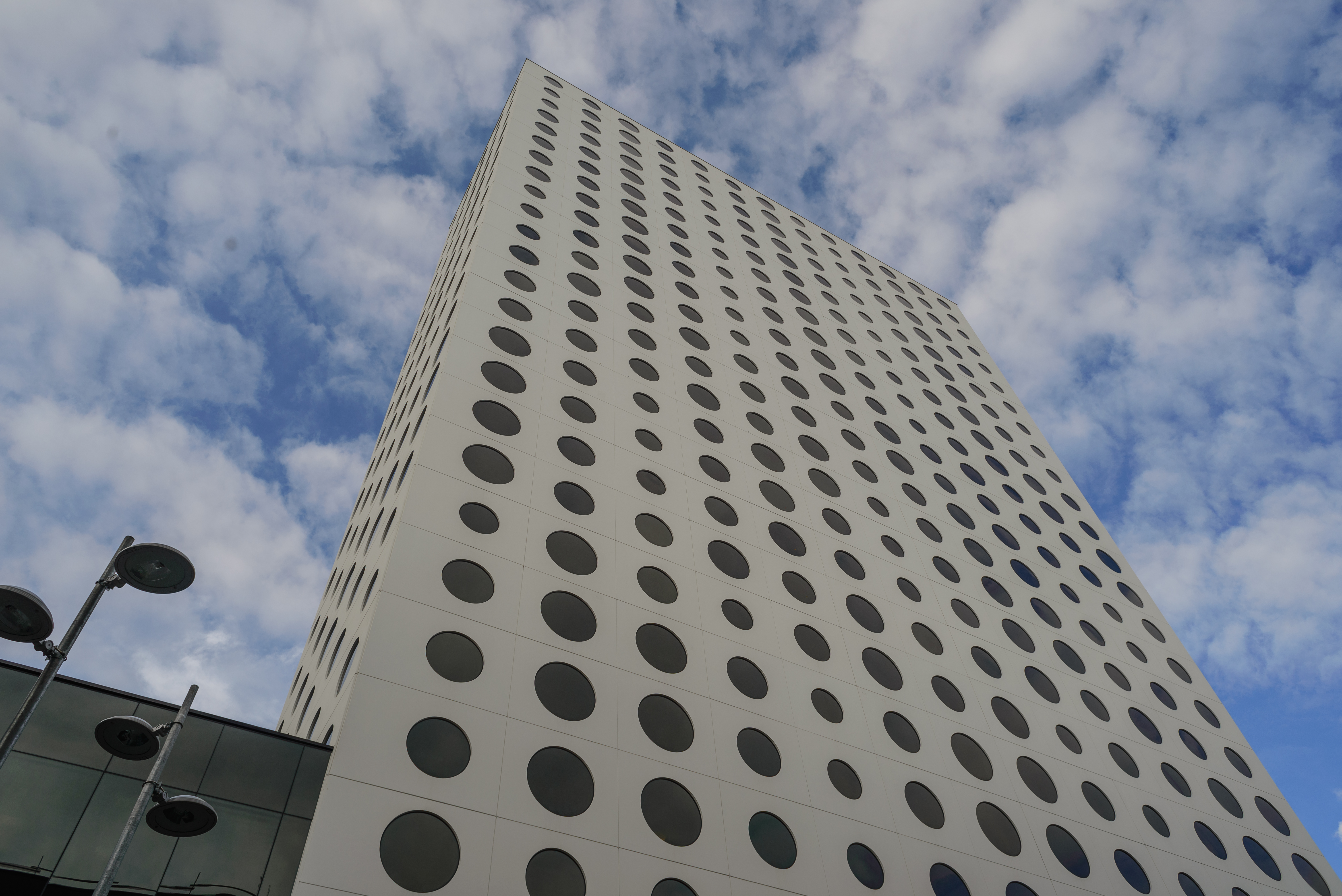

## Voir  aussi